# Enthalpie de sublimation
L'enthalpie de sublimation, ou chaleur latente de sublimation, est l'énergie absorbée sous forme de chaleur par un corps lorsqu'il passe de l'état solide à l'état gazeux à température et pression constantes.
La chaleur de sublimation est exprimée en kJ/mol (ou parfois également en kJ/kg).
L'enthalpie de sublimation d'un corps est égale à la somme de son enthalpie de fusion et de son enthalpie de vaporisation.